# ぽこぽこコーヒー気分
『ぽこぽこコーヒー気分』（ぽこぽこコーヒーきぶん）は、笹野ちはるの4コマ漫画作品。双葉社の雑誌『まんがタウン』（月刊）で2004年3月号から2008年4月号まで連載された。

## 作品概要
街外れの小さな喫茶店「たんぽぽ」は小さな店長月島彩と、態度の大きなウェートレス千川智子が働くお店。
そんな2人とお客さんたちによる喫茶店での日常を描いた作品。

## 主な登場人物
月島彩（つきしま あや）
喫茶店「たんぽぽ」店主。30歳。
小柄 (145cm) 、童顔。
おっとりとした性格。
作業がとても早い。大抵の料理はオーダーが入ってから数十秒で出来上がる。ちなみに最も時間のかかる料理はスパゲティーだが、それでも調理時間は2分（しかし、息切れすることもままある）。
店名を「綿毛」に変え、2号店、3号店とたんぽぽの綿毛のごとく、各地にチェーン店を展開することが夢。
千川智子（せんかわ ともこ）
ウェートレス。25歳。おとめ座。
整った顔立ちではきはきとした性格。子供っぽい店長とは正反対である。
味覚は少し子供っぽい。コーヒーは砂糖3杯にミルクを入れなければ飲めない。
店長がバイト募集の張り紙をしてから2ヶ月目に初めて面接に来た人。以後、「たんぽぽ」唯一のウェートレスとして働いている。
たまに暴走する。むかつく客に対して、わざとシルバートレイからコーヒーカップ（ホットの中身入り）を落としたことさえある。

## 書誌情報

### 単行本
双葉社より「アクションコミックス」として刊行されている。
1. 第1巻（2006年06月12日発行） ISBN 4-575-94011-9
2. 第2巻（2008年05月12日発行） ISBN 4-575-94166-2

本記事は、単行本第1巻まで典拠として作成されています。本記事を引用したり、最新の状況に修正や加筆をされる場合は、この点にご注意ください。